# عبد الله فراج الغانم
الفريق الركن عبد الله فراج الغانم (1931 - 24 أكتوبر 2017)؛ عسكري كويتي، ورئيس سابق للأركان العامة للجيش الكويتي ما بين عامي 1980 و1986.

## السيرة العسكرية
التحق الفريق ركن عبد الله فراج الغانم بالقوات المسلحة الكويتية عام 1949، ورشحه رئيس الأركان الأسبق الفريق مبارك عبد الله الجابر الصباح للالتحاق بكلية ساندهيرست العسكرية الملكية في بريطانيا عام 1956 وتخرج منها في عام 1958، وكما شكل أول كتيبة لاسلكي وتدريبها بأمر من الفريق مبارك عبد الله الجابر الصباح وتسلّم منصب قائد اللواء السادس عام 1959 وقام بتأسيسه، وفي عام 1969 عين معاونا لرئيس الأركان حتى عام 1980 عين رئيسا للأركان العامة للجيش .

## الحروب والمعارك
- الأزمة العراقية الكويتية (1961).
- شارك في الحروب العربية ضد إسرائيل في عامي 1967 و1973 وكان «مساعدا لقائد القوات الكويتية».
- شارك في الحرب العراقية ـ الإيرانية عام 1980 وكان وقتها «رئيسا للأركان».

## أنظر أيضا
- فهد أحمد الأمير.
- محمد خالد الخضر.
- مزيد عبد الرحمن الصانع.
- علي المؤمن
- عبد الرحمن محمد العثمان.